# Rebelião de Attica
Rebelião de Attica foi uma rebelião ocorrida no presídio de Attica, estado de Nova York nos Estados Unidos da América. A rebelião, que começou no dia 9 de Setembro de 1971, durou quatro dias e terminou com a morte de 39 pessoas, sendo dez reféns.